# Amelécourt
Amelécourt é uma comuna francesa na região administrativa de Grande Leste, no departamento de Mosela. Estende-se por uma área de 7,56 km². Em 2010 a comuna tinha 152 habitantes (densidade: 20,1 hab./km²).